# Imagawa Sadayo

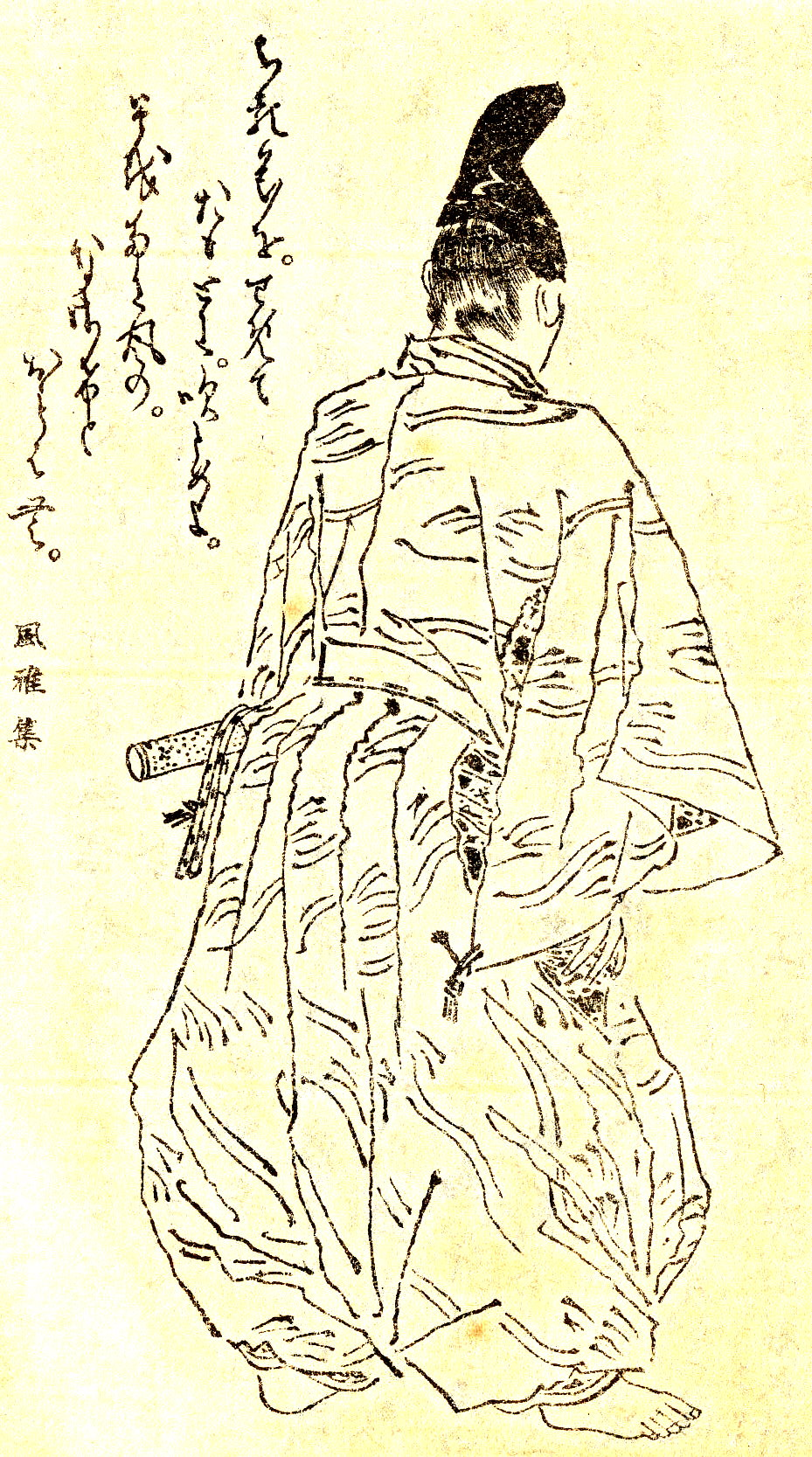
Imagawa Sadayo

Imagawa Sadayo (jap. 今川 貞世, Imagawa Sadayo; * 1326; † 1420) war ein japanischer Kriegsadeliger und Dichter.

## Leben und Wirken
Imagawa Sadayo war der Sohn Imagawa Norikunis, eines Gefolgsmannes des Shōgun Ashikaga Takauji. Er selbst stand zunächst in den Diensten Ashikaga Yoshiakiras und dann dessen Sohnes Ashikaga Yoshimitsu. Dieser entsandte ihn 1370 als Militärgouverneur nach Kyūshū (Kyūshū Tandai). Zudem hatte er diverse Posten als Provinz-Militärgouverneur (shugo) inne. Nachdem er 1395 auf Grund einer Verleumdung von seinem Posten in Kyūshū abgesetzt worden war, zog er sich als buddhistischer Mönch unter dem Namen Imagawa Ryōshun (jap. 今川 了俊) in die Provinz Suruga zurück und widmete sich seinen dichterischen Interessen.
Bereits als junger Mann legte Imagawa großen Wert auf eine umfassende Bildung. Er war Schüler des Waka-Dichters Reizei Tamehide und trat selbst als Dichter hervor. 1402 veröffentlichte er unter dem Titel Nan Taiheiki (jap. 難太平記) eine Kritik des Taiheiki. 1412 verfasste er eine Lehrschrift für seinen Bruder und Erben Imagawa Tadaaki.